# Psaila
Psaila est un patronyme maltais et italien (sicilien). 

## Étymologie
Pour le linguiste Mario Cassar, Psaila serait un nom d'origine sémitique dérivé de bsajla, diminutif du mot basla, « oignon » en maltais (proche de l'arabe basal), et signifierait « petit oignon ». 
Selon une autre hypothèse, il proviendrait de la corruption du prénom féminin d'origine grecque Basilia.  

## Distribution du patronyme dans le monde
Selon le site Forebears,, en 2014, il y avait dans le monde 2 797 personnes qui portaient ce nom, dont 1 322 à Malte. En dehors de l'archipel maltais, le nom Psaila se rencontre essentiellement en Australie, au sein de la communauté maltaise (en).
 
En Italie, ce nom de famille d'origine siculo-arabe est peu courant et se rencontre surtout dans la province de Caltanissetta en Sicile. 
| Pays             | Nombre de personnes portant ce patronyme (2014) |
| ---------------- | ----------------------------------------------- |
| Malte            | 1 322                                           |
| Australie        | 505                                             |
| France           | 282                                             |
| Angleterre       | 194                                             |
| Italie           | 179                                             |
| États-Unis       | 128                                             |
| Canada           | 117                                             |
| Belgique         | 22                                              |
| Écosse           | 20                                              |
| Nouvelle-Zélande | 12                                              |

## Personnalités portant ce patronyme
- Psaila